# Ludwig Denz
Ludwig „Luggi“ Denz (* 1. Januar 1949 in Friedenfels bei Weiden; † 29. März 2025) war ein deutscher Fußballspieler der unter anderem beim TSV 1860 München, bei Rot-Weiß Oberhausen, bei Hannover 96, dem 1. FC Saarbrücken und bei der SpVgg Fürth spielte.

## Leben
Ludwig Denz begann mit dem Fußballspielen beim heimischen TSV Friedenfels (Nordbayern, Oberpfalz). Mit 18 Jahren wechselte er zur SpVgg Wiesau, mit der er in der Bezirksliga Oberfranken Ost spielte und 1968 in die Landesliga Bayern Nord aufstieg. Im Januar 1969 wechselte er zum 1. FC Nürnberg, wo er jedoch nur in der Bayernliga eingesetzt wurde. Dort wurden die Münchener Löwen auf ihn aufmerksam die den damaligen Stürmer für die Bundesligamannschaft verpflichteten. Von 1969 bis 1970 spielte Denz für den TSV 1860 München dreimal in der Bundesliga, in denen er 1 Tor erzielte. Ebenfalls bestritt er für die Löwen in der Saison 1970/71 21 Spiele in der Regionalliga Süd, in denen er sieben Tore erzielte. Insgesamt kam er zu 24 Spielen mit acht Toren für die Löwen. Da die Löwen den Wiederaufstieg nicht erreichten, wechselte er 1971 in die Bundesliga zu Rot-Weiß Oberhausen, wo er in der Saison 1971/72 zu 34 Einsätzen in der Bundesliga kam, in denen er drei Tore erzielte. 1972 wechselte er zu Hannover 96, wo er 7 Tore in 63 Spielen erzielte. Nach dem Abstieg Hannovers aus der Bundesliga 1974 wechselte er in die 2. Liga Süd zum 1. FC Saarbrücken. Von 1974 bis 1981 kam er dort zu 240 Spielen in der Bundesliga und der 2. Liga, in denen er 44 Tore erzielte. Mit dem 1. FC Saarbrücken wurde Ludwig Denz Meister der 2. Liga Süd und feierte den Aufstieg in die Bundesliga. In der Saison 1981/82 bestritt er noch 28 Spiele für die SpVgg Fürth, in denen er zwei Tore schoss. Danach wechselte er in die Landesliga Bayern Mitte zur SpVgg Weiden, mit der er 1985 noch in die Bayernliga aufstieg. Nach 102 Spielen für Weiden, in denen er noch vier Tore erzielte, beendete Denz 1986 seine aktive Laufbahn.
Während seiner Karriere bestritt der offensive Mittelfeldspieler insgesamt 162 Bundesligaspiele, in denen er 20 Tore erzielte. Darüber hinaus kam er in 206 Zweitligaspielen auf 37 Tore und in 21 Regionalligaspielen auf sieben Tore.